# جريان الموائع المغناطيسي

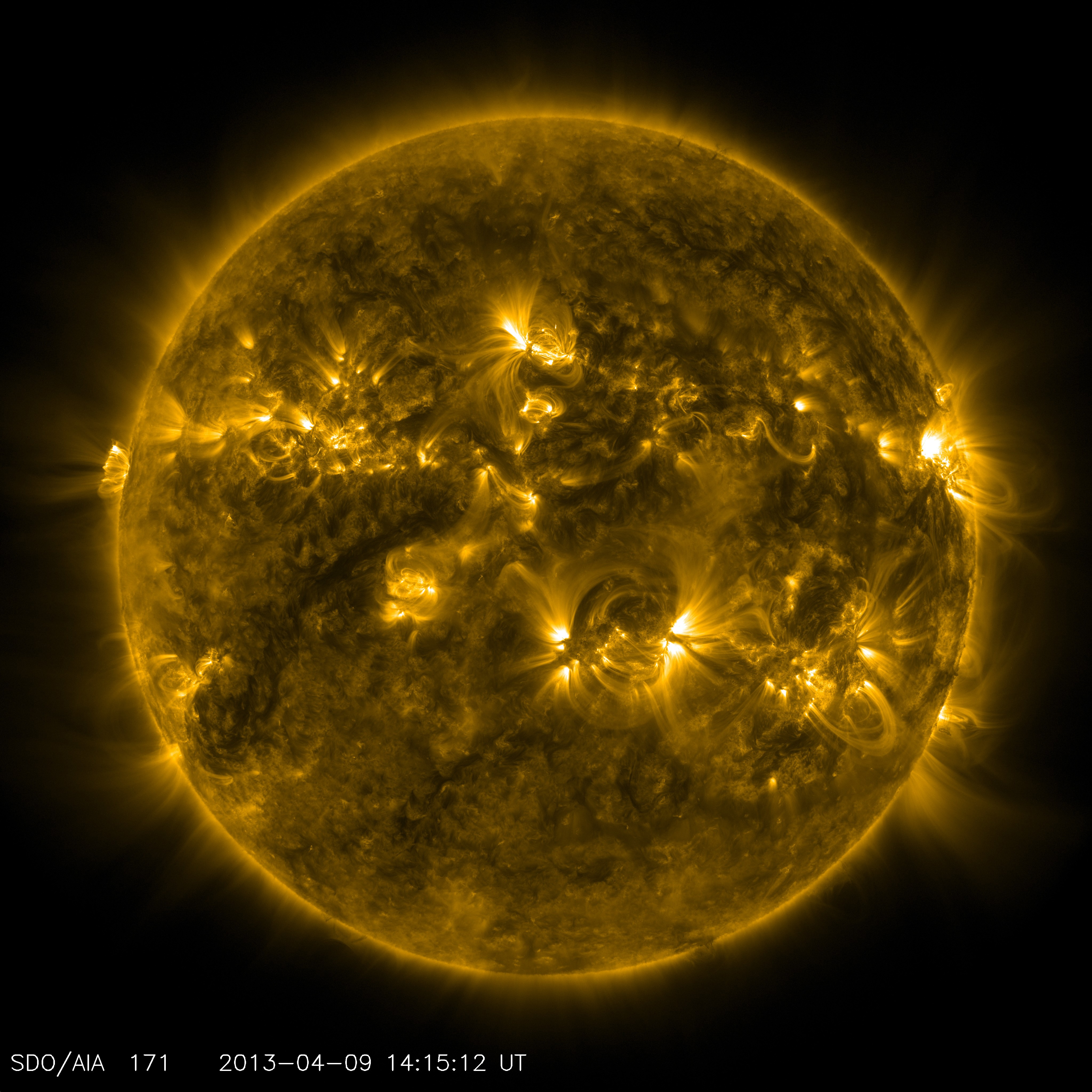
الشمس هي محطة توليد ديناميكية مائعية مغناطيسية لم تُدرس جيدًا حتّى الآن

جريان الموائع المغناطيسي أو ديناميكا الموائع المغناطيسية أو الهيدروديناميكية المغناطيسيّة (بالإنجليزية: Magnetohydrodynamics)‏ هو العلم الذي يدرس الخصائص المغناطيسية وسلوك الموائع الموصلة كهربائيّاً. ومن أمثلة الموائع المغناطيسية (البلازما، المعادن السائلة، المياه الملحية، المحاليل الكهربائيّة والكهارل).
الاسم الإنجليزي «Magnetohydrodynamics» مشتقة من «Magneto» وتعني الحقل المغناطيسي، «Hydro» وتعني المياه، و«Dynamic» وتعني القوة. علم جريان الموائع المغناطيسي أو ما يعرف اختصاراً بـ «MHD» أُسِّسَ على يد العالم السويدي هانز ألفين الذي حصل على جائزة نوبل في الفيزياء في عام 1970 وذلك لتأسيسه لهذا العلم.
المفهوم الأساسي لجريان الموائع المغناطيسي هو أنّ المجالات المغناطيسية يمكن أن تحفّز التيارات في المائع المتحرك الذي يحمل خاصية الموصليّة الكهربائية، مما يؤدّي لاستقطاب المائع وتغيير المجال المغناطيسي له بالتبادل. إنّ مجموعة المعادلات التي تصف جريان الموائع المغناطيسي هي مزيج من معادلات نافييه-ستوكس لديناميكا الموائع ومعادلات ماكسويل للكهرومغناطيسية. يجب حل هذه المعادلات التفاضلية المترابطة، إما تحليليًا أو عدديًا.

## تاريخ الـ (الهيدروديناكيكية المغناطيسية)
أول استخدام مسجل لمصطلح (الهيدروديناكيكية المغناطيسية) تمّ من قبل العالم والمهندس الكهربائي السويدي هانز ألففين عام 1942 عندما قال:
«أخيرًا، بعض الملاحظات حول نقل النشاط من الشمس إلى الكواكب، وهو أمر أساسي للنظرية (§11). وأشير إلى أهمية الموجات الهدروديناميكية المغناطيسية في هذا الصدد.»
المياه المالحة المنحسرة المتدفقة عبر جسر ووترلو في لندن تتفاعل مع الحقل المغناطيسي الأرضي مخلّفة فرق في الكمون ما بين ضفتي النهر. وصف مايكل فاراداي هذا التأثير بأنه «تحريض كهرطيسي» وقام بهذه التجربة عام 1832 لكن التيار الذي نتج عنها كان صغيراً جدّاً بحيث لا يمكن قياسه بالمعدّات الموجودة في ذلك الزمن، وقد ساهم قاع النهر في قصر الإشارة الكهربائية الناتجة. ومع ذلك، فقد تمّ قياس الجهد الناجم عن حركات المد والجزر في القنال الإنجليزي عام 1851من خلال عملية مشابهة.

## الهيدروديناكيكية المغناطيسية المثالية والمقاومة
إنّ أبسط أشكال الهيدروديناميكية المغناطيسة هي الهيدروديناميكية المغناطيسية المثالية (Ideal MHD)، يُفترض في هذه الحالة أنّ السائل لديه مقاومة قليلة جدّاً لدرجة أنه يمكن التعامل معه على أنّه موصل مثالي. وهذه الحالة نكون عند الحد الأعلى لعدد رينولد المغناطيسي.
في الـ MHD المثالي، يَفرِضُ قانون لينز أنّ السائل مرتبط إلى حدٍّ ما بخطوط المجال المغناطيسي. للتوضيح، فإنّ في حالة الـ MHD المثالي، يأخذ حجمٌ صغيرٌ من السوائل شكل حبل يحيط بخط الحقل ويتوضع على طول خط المجال المغناطيسي، حتّى عندما يكون ملتويًا ومشوَّهًا بتدفّقات السوائل في النظام. ويشار إلى ذلك أحياناً باسم)خطوط المجال المغناطيسي «المجمدة» في السائل). [5] العلاقة بين خطوط الحقل المغنطيسي والسوائل في الـ MHD المثالي تعمل على إصلاح طوبولوجيا المجال المغناطيسي في السائل - على سبيل المثال، إذا رُبطت مجموعة من خطوط المجال المغناطيسي لتُشَكّل عقدة، فستبقى هكذا طالما أن السائل أو البلازما لديه مقاومة قليلة جدّاً لدرجة يمكن إهمالها. هذه الصعوبة في إعادة ربط خطوط الحقل المغناطيسي تجعل من الممكن تخزين الطاقة عن طريق تحريك السائل أو مصدر المجال المغناطيسي. ومن الممكن أن تصبح الطاقة متاحة إذا لم تعد حالة الـ MHD مثالية، مما يسمح بإعادة الاتصال المغناطيسي وهو ما يحرر الطاقة المخزنة من المجال المغناطيسي.

### معادلات MHD المثالية
تتكون معادلات الـ MHD المثالية من: معادلة الاستمرارية، معادلة كوشي للقوّة الدافعة، قانون أمبير مع إهمال تيّار الإزاحة، ومعادلة تطور الحرارة.
كما هو الحال مع أيّ وصف لأيّ سائل بأي نظام ناشط، يجب تطبيق مقاربة الإغلاق عند أعلى عزم في معادلة توزيع الجسيمات. يتم تحقيق هذا في أغلب الأحيان بالتقريب إلى تدفق الحرارة بعملية إيزوثيرميّة (أي بثبات درجة الحرارة) أو بعملية أديباتيّة (أي في بيئة معزولة عن الوسط الخارجي بحيث لا يحدث تبادل حراري بين الوسط الذي تحدث فيه العملية والوسط الخارجي)
إن المعايير الرئيسية التي تميّز السائل الموصل كهربائياً هي: حقل سرعة البلازما السائلة v ، وكثافة التيار J ، والكثافة الكلية ρ، وضغط البلازما p. إنّ الشحنة الكهربائية المتدفّقة في البلازما هي مصدر المجال المغناطيسي B والحقل الكهربائي E. بشكل عامّ فإن جميع المعايير السابقة تتفاوت مع الزمن t. يُستخدم عادةً رمز المتّجه في هذه المعادلات، بالتفصيل: (الرمز ودلالته):
∇: يرمز للتدرج، ∇⋅: يرمز للتباعد، و ∇ ×: يرمز للتموج.
معادلة استمرارية الكتلة هي:
{\displaystyle {\frac {\partial \rho }{\partial t}}+\nabla \cdot \left(\rho \mathbf {v} \right)=0.}
معادلة كوشي للقوّة الدافعة هي:
{\displaystyle \rho \left({\frac {\partial }{\partial t}}+\mathbf {v} \cdot \nabla \right)\mathbf {v} =\mathbf {J} \times \mathbf {B} -\nabla p.}
يمكن توسيع مصطلح قوة لورينتز J × B باستخدام قانون أمبير والمحددات الخاصة بمتجه الحركة
{\displaystyle {\frac {1}{2}}\nabla (\mathbf {B} \cdot \mathbf {B} )=(\mathbf {B} \cdot \nabla )\mathbf {B} +\mathbf {B} \times (\nabla \times \mathbf {B} )}
ما يعطي:
{\displaystyle \mathbf {J} \times \mathbf {B} ={\frac {\left(\mathbf {B} \cdot \nabla \right)\mathbf {B} }{\mu _{0}}}-\nabla \left({\frac {B^{2}}{2\mu _{0}}}\right),}
حيث: الطرف الأوّل هو قوّة الشد المغناطيسي والطرف الثاني يمثّل قوّة الضغط المغناطيسيّة
ويُعْطَى قانون أوم المثالي للبلازما بالشكل التالي:
{\displaystyle \mathbf {E} +\mathbf {v} \times \mathbf {B} =0.}
وقانون فاراداي هو:
{\displaystyle {\frac {\partial \mathbf {B} }{\partial t}}=-\nabla \times \mathbf {E} .}
يهمل قانون أمبير منخفض التردّد تيار الإزاحة ويعطى بالعلاقة:
{\displaystyle \mu _{0}\mathbf {J} =\nabla \times \mathbf {B} .}
علاقة التباعد المغناطيسي الكابح هي:
{\displaystyle \nabla \cdot \mathbf {B} =0.}
ومعادلة الطاقة تكون بالشكل التالي:
{\displaystyle {\frac {\mathrm {d} }{\mathrm {d} t}}\left({\frac {p}{\rho ^{\gamma }}}\right)=0,}
حيث γ = 5/3 هي نسبة درجات الحرارة المعيّنة لمعادلة ثابت الحرارة للحالة. هذه المعادلة للطاقة ولا تطبّق إلّا في حالة انعدام وجود صدمات أو توصيل للحرارة، حيث أنّ المعادلة تفترض أن الإنتروبيا لعنصر مائع لا يتغير.

### قابلية تطبيق الـ MHD المثالي على البلازما
لا ينطبق MHD المثالي إلا عندما:
- تكون البلازما شديدة الصلابة بحيث يكون المقياس الزمني للتّصادمات أقصر من الأوقات المميًزة الأخرى في النظام، وبالتالي يكون توزيع الجسيمات قريب من توزيع (ماكسويل).
- أن تكون المقاومة صغيرة بسبب هذه الاصطدامات. على وجه الخصوص، يجب أن تكون أوقات الانتشار للمغناطيسية النموذجية على طول أي مقياس موجود في النظام أطول من أي مقياس زمني.
- الاهتمام بمقاييس الطول أطول بكثير من عمق القشرة الأيونيّة ونصف قطر لارمور المتعامد مع الحقل، طويل على كل مسافة الحقل بشكل يكفي لإهمال تخميد لانداو، وقياس الوقت أطول بكثير من زمن الدوران الأيوني (النظام سلس ومتطور ببطء).

### أهمية المقاومة
في السائل الموصِل بشكل غير كامل، يمكن للحقل المغنطيسي أن يتحرّك خلال السائل تبعاً لقانون الانتشار وذلك مع مقاومة البلازما التي تكون بمثابة ثابت للانتشار. وهذا يعني أن حلول معادلات MHD المثالية لا تنطبق إلّا على فترة زمنية محدودة لمنطقة ذات حجم معين معطى قبل أن يصبح الانتشار كبيراً للغاية بحيث لا يمكن تجاهله. يمكن تقدير زمن الانتشار عبر منطقة نشطة بالطاقة الشمسية (من مقاومة الاصطدام) من مئات إلى آلاف السنين، أطول بكثير من العمر الفعلي للبقعة الشمسية، لذا يبدو من المعقول تجاهل المقاومة. وعلى النقيض من ذلك، فإن متر مكعب من مياه البحر يحتوي على زمن انتشار مغناطيسي يقاس بالمللي ثانية.
حتى في الأنظمة الفيزيائية - الكبيرة والموصلة بدرجة كافية، بحيث تقترح التقديرات البسيطة لرقم لاندكويست إلى أنه يمكن تجاهل المقاومة - قد تظل المقاومة مهمّة: العديد من حالات عدم الاستقرار يمكن أن تزيد من المقاومة الفعّالة للبلازما من خلال عدة عوامل ما يزيد عن مليار مرّة. تتكوّن المقاومة المعزّزة عادة نتيجة لتشكيل بنية صغيرة الحجم مثل تيار الصفائح أو الاضطراب المغناطيسي الرقيق النطاق، بإدخال مقاييس مكانية صغيرة في النظام الذي يتم فيه كسر الـ MHD المثاليّ يمكن أن يحدث الانتشار المغناطيسي بسرعة. عند حدوث ذلك، قد يحدث إعادة اتصال مغناطيسي في البلازما لتحرير الطاقة المغناطيسية المخزنة كموجات، وتسارع ميكانيكي كبير للمواد، وتسارع الجسيمات، والحرارة.
إنّ إعادة الربط المغنطيسي في الأنظمة عالية التوصيل أمر مهم لأنّه يركز الطاقة في الزمان والمكان، بحيث يمكن للقوى الصغيرة المطبّقة على البلازما لفترات طويلة من الزمن أن تتسبّب في حدوث انفجارات عنيفة وانبعاثات إشعاعيّة.
عندما لا يمكن اعتبار السوائل موصلة بالكامل، مع تحقّق الشروط الأخرى للـ MHD المثالي بشكل مرضٍ، فمن الممكن استخدام نموذج موسّع يسمى (MHD مقاوم). وهذا يشمل مصطلح إضافي في قانون أوم الذي يميّز المقاومة الاصطلاحية. بشكل عام، تكون المحاكاة الحاسوبية لـ MHD مقاومة بعض الشيء، نظرًا لأن شبكتها الحاسوبية تُدخل مقاومة رقمية.

### أهمية التأثيرات الحركية
هناك قيد آخر لـ MHD (ونظريات السوائل بشكل عام) هو أنّها تعتمد على افتراض أن البلازما هي شديدة الاصطدام (وهذا هو المعيار الأول المذكور أعلاه)، بحيث يكون المقياس الزمني للتصادمات أقصر من الأوقات المميزة الأخرى في النظام، وتوزيعات الجسيمات تكون بطريقة ماكسويل. وهذا ليس هو الحال عادة في البلازما الاندماجية والفضائية والفيزياء الفلكية. وعندما لا يكون هذا هو الحال، أو عندما تكون الدراسة في المقاييس المكانية الأصغر، قد يكون من الضروري استخدام نموذج حركي يقوم بالحسابات لعامل التوزيع للشكل غير الماكسويلي بشكل صحيح. ومع ذلك، نظرًا لأن MHD بسيط نسبيًا ويلتقط العديد من الخصائص المهمة لديناميكيات البلازما، فغالبًا ما يكون دقيقًا بشكلٍ نوعيّ، ولذلك غالبًا ما يكون النموذج الأول للتجارب.
التأثيرات الحركية بشكل أساسي والتي لا يتم التقاطها بواسطة النماذج السائلة تشمل تشكّل طبقات مزدوجة، تخميد لانداو، مجموعة واسعة غير مستقرة، الفصل الكيميائي في البلازما الفضائية والإلكترون الجامح. في حالة تفاعلات الليزر فائقة الكثافة، تعني الجداول الزمنية القصيرة للغاية لترسب الطاقة أن الرموز الهيدروديناميكية تفشل في تفسير الفيزياء الأساسية.

## البنية في أنظمة الهيدروديناكيكية المغناطيسية
في العديد من أنظمة MHD ، يتم ضغط معظم التيار الكهربائي إلى أشرطة رقيقة شبه ثنائية الأبعاد تسمّى صفائح التيار. من الممكن أن تقسم هذه الصفائح السائل إلى عدّة مجالات مغناطيسية، والتي تكون فيها التيّارات ضعيفة نسبيّاً. ويُعتقد أنّ صفائح التيار في الهالة الشمسيّة تتراوح بين بضعة أمتار وبضعة كيلومترات في السماكة، وهي رقيقة إلى حد ما مقارنة بالمجالات المغناطيسية (التي تتراوح بين آلاف ومئات الآلاف من الكيلومترات). وهناك مثال آخر في الغلاف المغناطيسي للأرض، حيث تفصل صفائح التيار مجالات مميزة من الناحية الطوبولوجية، مما يعزل معظم الغلاف الجوي للأرض عن الرياح الشمسية.
وتسمى صيغ الموجة المشتقّة باستخدام نظرية MHD البلازما بموجات المغناطيسية الهيدروديناميكية أو موجات MHD. بشكل عام هناك ثلاثة أنماط لموجة MHD:
- موجة إلفين الخالصة (أو المائلة)
- موجة MHD بطيئة
- موجة MHD سريعة

كل الموجات السابقة لها سرعات طور ثابتة عند جميع الترددات وبالتالي لا يوجد أي تشتّت. وعند الحدود أي عندما تكون الزاوية بين متجه انتشار الموجة k والحقل المغنطيسي B إما (0) (180) أو (90) درجة، تُسمّى أوضاع الموجة.
سرعة المرحلة تتعلق بشكل مباشر بالزاوية بين شعاع الموجة المغناطيسية K والحقل المغناطيسي B، تنتشر موجة الـ MHD في زاوية عشوائية وتتعلق بالوقت وتراكم الحقل وحجمه B0 الذي يعوض تشتت الرابطة
{\displaystyle {\frac {\omega }{k}}=v_{A}\cos \theta } حيث {\displaystyle v_{A}={\frac {B_{0}}{\sqrt {\mu _{0}\rho }}}}
هي سرعة إلفين، هذا الفرع يتوافق مع موجة إلفين القاصة. بالإضافة إلى ذلك تعطي معادلة التشتت العلاقة التالية:{\displaystyle {\frac {\omega }{k}}=\left[{\frac {1}{2}}(v_{A}^{2}+v_{s}^{2})\pm {\frac {1}{2}}{\sqrt {(v_{A}^{2}+v_{s}^{2})^{2}-4v_{s}^{2}v_{A}^{2}\cos ^{2}\theta }}\right]^{\frac {1}{2}}} حيث {\displaystyle v_{s}={\sqrt {\frac {\gamma p}{\rho }}}}
هي سرعة الصوت في الغاز المثالي. يتوافق فرع إشارة الموجب في المعادلة مع نمط موجة MHD السريعة بينما يتوافق الفرع ذو إشارة السالب في المعادلة مع وضع الموجة البطيئة MHD.
سوف يتم تثبيط ذبذبات MHD إذا لم يكن السائل موصلا بشكل كامل إنّما موصليته محدودة، أو إذا كانت هناك تأثيرات لزجة.
تعتبر الموجات والتذبذبات MHD أداة شائعة للتشخيص عن بعد للبلازما المعملية والفيزياء الفلكية، على سبيل المثال. الهالة من الشمس (علم الزلازل الاكليلي).
ستتثبّط ذبذبات الـ MHD إذا كان السائل ذو صلية محدودة وليس بشكل كامل، أو إذا تعرّض لعوامل لزجة.
تعتبر موجات وتذبذبات الـ MHD أداة شائعة للتشخيص عن بعد للبلازما المخبرية وبلازما الفيزياء الفلكية، على سبيل كمثال: هالة الشمس (علم الاهتزازات في الهالة الشمسية).
علاقة سرعة المرحلة مع الزاوية Θ في حالتين:
الأولى VA > VS

## اقرأ أيضا
- شمس
- نجم
- اندماج نووي
- مجرة
- كلف الشمس
- استشعار عن بعد
- مسبار فضائي
- مقراب جيمس ويب الفضائي
- مرصد كيك
- مقراب سبيتزر الفضائي
- مرصد هابل الفضائي
- الكيمياء الكهرومغناطيسية.